# 聖何塞德爾阿爾托區
5°26′05″S 79°04′44″W / 5.4346°S 79.0790°W
聖何塞德爾阿爾托區（西班牙語：Distrito de San José del Alto），是秘魯的一個區，位於該國北部卡哈馬卡大區的哈恩省，始建於1943年12月28日，面積634.1平方公里，海拔高度1,500米，2005年人口6,608，人口密度每平方公里10人。